# Fair-Trade-Siegel
Fair-Trade-Siegel bzw. Fairer-Handel-Siegel kennzeichnen Güter, Waren, Unternehmen / Organisationen oder Multi-Stakeholder-Initiativen (MSI), die ganz oder auch nur teilweise aus einem nach bestimmten Kriterien definierten fairem Handel stammen, bei deren Herstellung also festgesetzte soziale und teilweise auch ökologische Kriterien eingehalten werden sollen. Fair-Trade-Siegel sollen den Fairen Handel fördern und sollen interessierte und kritische Konsumenten bei der Einkaufsentscheidung unterstützen. Ein Siegel soll Informationen über die Qualität eines Produktes geben und unterliegt einer unabhängigen Kontrolle durch Dritte. Zwischen den Bezeichnungen Siegel bzw. Gütesiegel, Label und Zeichen wird oft keine klare Trennung gemacht bzw. vermischen sie sich. Es ist zudem eine wichtige Information, ob und welche Zertifizierung hinter einem Siegel / Zeichen / Label steht.

## Definition

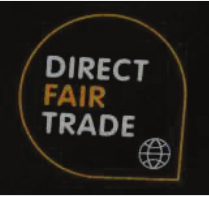
Siegel eines Herstellers
„Fair“-Kennzeichen für Milch mit nationalem Bezug

In engem Sinn wird unter dem Fairtrade-Siegel das von Siegelinitiativen, die im internationalen Dachverband Fairtrade Labelling Organizations International (FLO) zusammengeschlossen sind, vergebene Label verstanden. Seit Anfang 2003 ist das Siegel der FLO in den meisten Ländern vereinheitlicht. Beim Fairtrade-Siegel der FLO handelt es sich um das bekannteste Label.
Daneben gibt es weitere Siegel des Fairen Handels von weiteren Dachorganisationen, etwa der World Fair Trade Organization, produktspezifische Siegel und eigene Siegel und Kennzeichen von Unternehmen und Handelsketten.
Die Kennzeichnung eines Produktes als „fair“ ist nicht gesetzlich geregelt. Neben Kennzeichen und Standards der Organisationen des Fairen Handels werden auch Produkte als „fair“ ausgelobt, deren so bezeichnete Zutaten nichts mit einem fairen Handel mit Entwicklungsländern zu tun haben, sondern die in einem anderen Sinn fair sein sollen.
Fairtrade-Siegel sind von anderen abzugrenzen. Produkte mit diesem Siegel tragen aber oft auch Bio- oder Umweltsiegel. Es gibt auch kombinierte Siegel wie das Siegel von claro fair trade.

## Standards
Die Standards, deren Einhaltung mit Siegeln und Kennzeichen des Fairen Handels signalisiert werden soll, unterscheiden sich von Organisation zu Organisation. Oft stammt nicht das gesamte Produkt aus Fairem Handel, sondern nur einzelne Zutaten, teilweise in geringen Mengenanteilen.
Die Vergabe des Fairtrade-Siegels der Fairtrade Labelling Organisations International (FLO) ist an eine Reihe von Kriterien geknüpft, die von der FLO in Bonn entwickelt und festgelegt werden. Unter anderem zählen dazu der direkte Handel mit den Produzentengruppen ohne Zwischenhändler, Vorfinanzierung und langfristige Lieferbeziehungen sowie ökologische Standards. Im Kern der Fair-Trade-Standards steht die Zahlung eines garantierten Mindestpreises, der die Lebenshaltungs- und Produktionskosten der Produzenten decken soll. Zudem muss eine Sozialprämie, die so genannte Fair-Trade-Prämie gezahlt werden, die ökonomische und soziale Entwicklungsprojekte ermöglicht.
Die Einhaltung dieser Kriterien wird von der internationalen Zertifizierungsstelle FLO-CERT überprüft. Produzentengruppen, Händler und Lizenznehmer werden regelmäßig kontrolliert.

## Lizenzierung
Lizenzen zur Nutzung des FLO-Siegels werden von nationalen Siegelinitiativen an Unternehmen vergeben. Im deutschen Sprachraum sind dies Transfair für Deutschland, die Max Havelaar-Stiftung für die Schweiz und Fairtrade Österreich.

## Kritik an der Kennzeichnung

### Kennzeichenvielfalt und mangelnder gesetzlicher Schutz
Die Kennzeichnung eines Produktes als „Fair“ ist nicht gesetzlich geschützt. Es gibt eine Vielzahl verschiedener Kennzeichen von unabhängigen Organisationen aber auch Eigenkennzeichnungen von Herstellern, einige davon lediglich mit regionalem Bezug, die nichts mit dem Fairen Handel in engerem Sinn zu tun haben. Die Verbraucherzentrale Hamburg beispielsweise fand bei einer Untersuchung von 32 Produkten, die ein Label oder Wort „Fair“ trugen, 27 verschiedene Kennzeichen. Darunter so ungewöhnliche wie eines für „faire Mastbedingungen“. Diese Vielfalt wird von Verbraucherschützern als verwirrend angesehen, sie fordern eine gesetzliche Regelung.

### Anteil fair gehandelter Zutaten
Kritik richtete sich wiederholt dagegen, dass anhand der Produktkennzeichnung der Anteil fair-gehandelter Rohstoffe am Endprodukt nicht immer klar erkennbar ist. Fairtrade International wurde für die Einführung eines neuen Siegels kritisiert, mit dem Produkte aus neuen Fairtrade-Rohstoffprogrammen für Kaffee, Schokolade und Baumwolle versehen werden können, die teilweise nur in geringen Prozentsätzen Stoffe enthalten, die den Kriterien entsprechend erzeugt wurden. Die Verbraucherzentrale Hamburg kritisierte verschiedene Hersteller, die ihre Produkte als „fair“ bezeichneten, für eine mangelhafte Auslobung ihrer Produkte: Weil etwa in drei Fällen der Anteil fairer Zutaten an einem Getränk ohne Berücksichtigung des Wasseranteils im Getränk berechnet wurde, sprachen die Verbraucherschützer von „Etikettenschwindel“. Im Falle der Organisation Die faire Milch, die in Deutschland teils nur 25 % der Abnahmemenge mit einem fairen Erzeugerpreis (40 ¢/l) abgilt, wurde die Verwendung des Ausdrucks „fair“ gerichtlich als zulässig befunden.

### Fälle von Etikettenschwindel
Im Jahr 2014 stellte die Stiftung Warentest fest, dass der Orangensaft „Fairglobe“ von Lidl, welcher das „Fairtrade“-Logo trägt, keinesfalls unter als fair zu bezeichnenden Bedingungen hergestellt wurde. Vielmehr bekam die Plantage ein „mangelhaft“ für die Arbeitsbedingungen und den Umweltschutz.
Wissenschaftler der University of London fanden heraus, dass in Betrieben mit Fairtrade-Label in Uganda und Äthiopien Löhne zum Teil niedriger und Arbeitsbedingungen schlechter waren als in Betrieben ohne Fairtrade-Label. „Laut unseren Untersuchungen war Fairtrade kein effektiver Mechanismus, um das Leben der ärmsten Landbevölkerung, der angestellten Arbeiter, zu verbessern“, sagte Studienautor Christopher Cramer 2014 dem Guardian.